# Khunsuk
Pour plus de détails, voir Fiche technique et Distribution.
Khunsuk (ขุนศึก) est un film thaïlandais réalisé par Tanit Jitnukul, sorti en 2003.

## Synopsis
À la fin du XVIe siècle Sema, un pauvre forgeron, tombe amoureux de Dame Raraï, une damoiselle de la haute société aristocratique, et il s'engage au côté du roi Naresuan contre les Birmans... 

## Fiche technique
- Titre : Khunsuk
- Titre original : ขุนศึก
- Titres anglais : Sema the Warrior / Sema: Warrior of Ayutthaya
- Réalisation : Tanit Jitnukul
- Scénario : Kongkiat Khomsiri et Yotpong Polsup d'après le livre de Sumtum Boongua et Mai Muangdum
- Musique : Tippatai Pirompug
- Photographie : Vardhana Vunchuplou
- Montage : Chayaporn Jetkasetkorn, Uruphong Raksasad et Wardhana Vunchuplou
- Production : Arunotai Aeanjitranon, Pasith Buranajan, Tanit Jitnukul et Isara Nadee
- Société de production : Tiger Team
- Pays :  Thaïlande
- Format : Couleurs
- Genre : Action, historique et guerre
- Durée : 125 minutes
- Dates de sortie : 
  -  Thaïlande : 17 octobre 2003

## Distribution
- Woravit Kaewphet : Sema
- Poomarin Janjit : Sin
- Jaran Ngamdee : le roi Naresuan[2]
- Sawinee Pookaroon : dame Rayrai
- Siriwat Chiwasoot : Ongkow
- Pimthong Klinsmith : Jumreang
- Thidarud Jundara : Duangkae
- Pangrit Sangcha : Somboon
- Poomarin Janjit : Sin